# Higrófita

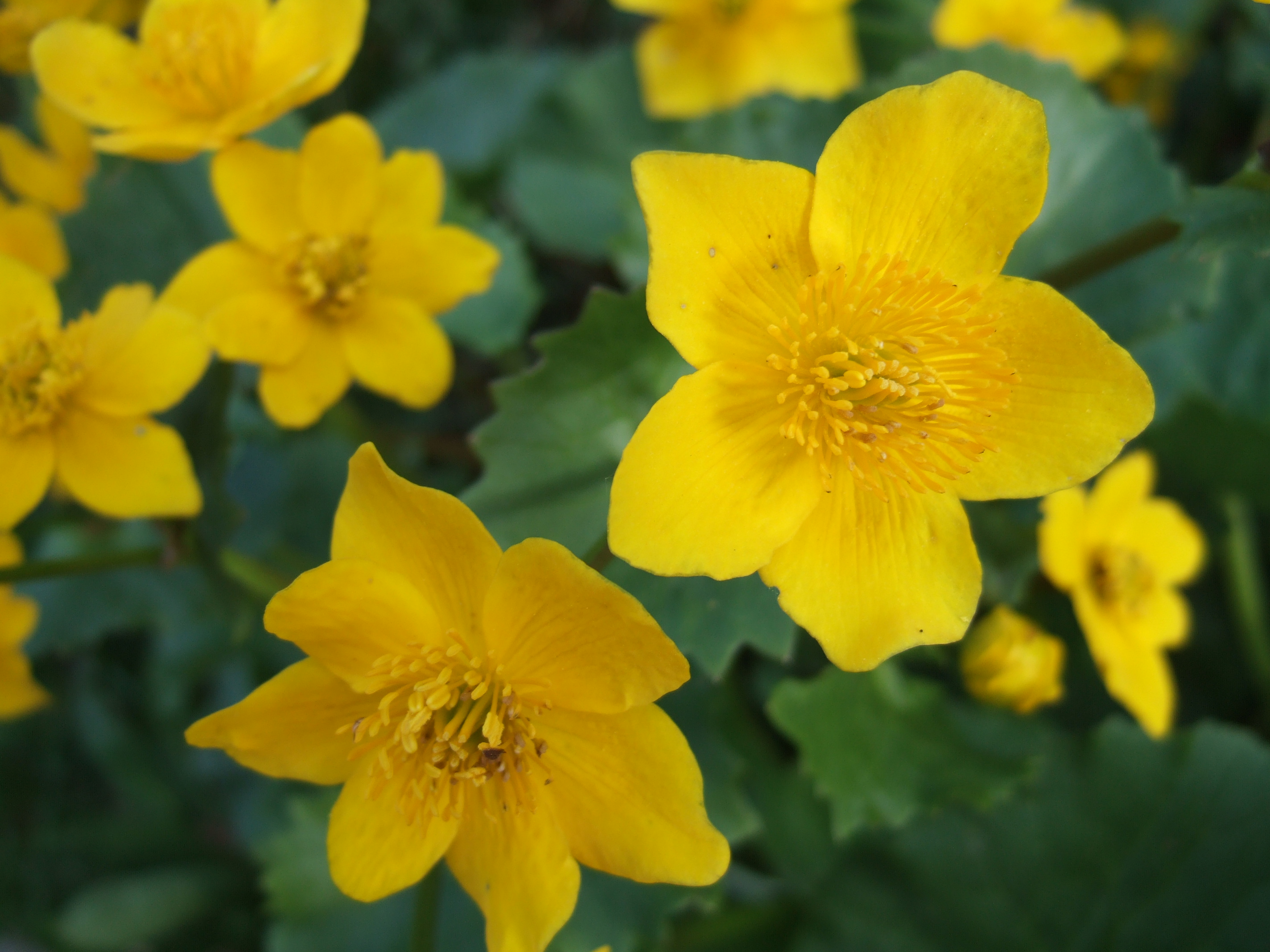
Caltha palustris é um higrófito

Uma higrófita (em grego clássico: hygros = molhado + phyton = planta) é uma planta que vive acima do solo e está adaptada às condições de umidade abundante do ar circundante. Estas plantas habitam principalmente florestas úmidas e escuras e ilhas de pântanos escurecidos e prados muito úmidos e inundados. Dentro do grupo de todos os tipos de plantas terrestres, são pelo menos resistentes à seca.
De acordo com os atributos ambientais são um grupo de plantas entre as categorias hidrófitas (plantas aquáticas) e mesófitas (plantas em condições ambientais moderadas). Plantas que vivem em habitats úmidos normalmente não possuem características xeromórficas.

## Exemplos de gêneros de higrófitas
- Adoxa;
- Agrostis;
- Bidens;
- Caltha;
- Cardamine;
- Carex;
- Catabrosa;
- Chelidonium;
- Circea;
- Cyperus;
- Drosera;
- Equisetum;
- Galium;
- Glyceria;
- Hymenophyllum;
- Juncus;
- Lythrum:
- Oxalis, etc.